# San Francisco, Tapachula
San Francisco är en ort i Mexiko.   Den ligger i kommunen Tapachula och delstaten Chiapas, i den sydöstra delen av landet, 900 km sydost om huvudstaden Mexico City. San Francisco ligger 349 meter över havet och antalet invånare är 425.
Terrängen runt San Francisco är lite bergig. Runt San Francisco är det ganska tätbefolkat, med 179 invånare per kvadratkilometer. Närmaste större samhälle är Tapachula, 19,8 km söder om San Francisco. I omgivningarna runt San Francisco växer i huvudsak städsegrön lövskog.